# آنتا کاسا
آنتا کاسا (به اسپانیایی: Anta Q'asa) یک کوه در پرو است که در Peru, Lima Region, Junín Region واقع شده‌است. آنتا کاسا ۵٬۰۰۰ متر بالاتر از سطح دریا واقع شده‌است.